# Jean-Baptiste Estelle
Pour les articles homonymes, voir Estelle.
Jean-Baptiste Estelle, né à Marseille en janvier 1662 et mort dans la même ville en janvier 1723, est un négociant, diplomate et homme politique français. Il a été consul de France au Maroc et en Syrie, puis échevin de la ville de Marseille pendant la peste de 1720.

## Biographie
Jean Baptiste Estelle est le fils de Pierre Estelle, consul de France, et de Gabrielle de Moustiers. Il épouse Elisabeth de Bonnaud de Roquebrune.

### Le consul
En 1680, Jean-Baptiste Estelle est appelé à Alger par son père Pierre Estelle qui y est consul depuis 1670. Après un retour à Marseille en 1683, il suit également son père en 1685 au Maroc à Tanger puis à Tétouan. En 1688, il est chargé par la chambre de commerce de Marseille de favoriser les échanges avec le Maroc. Il fut chargé, discrètement, par Moulay Ismaïl, de mener des négociations commerciales, en favorisant les intérêts du Maroc. Les hauts fonctionnaires et dignitaires dans l'entourage de Moulay Ismaïl lui attribuèrent le quolibet de commerçant ould stilla selon l'historien marocain Abderahmane Ben Zidane, voulant dire littéralement « fils du petit seau ». Jean-Baptiste Estelle aurait fait fortune grâce aux largesses du monarque.
D'autres missions lui sont également confiées et, en 1690, il est nommé consul de France à Salé, mission au cours de laquelle il développe les relations commerciales entre les deux pays et s'occupe du rachat des prisonniers chrétiens.
En 1699, il est muté au consulat de Seyde en Syrie où il pourra constater les ravages que fait la peste dans ce pays. En 1711, il abandonne ses fonctions pour rentrer à Marseille et se consacrer au négoce.

### Le négociant
Il entre en relation avec la maison Guilhermy, Chaud et Cie qu’il avait connue au Levant. Il développe le commerce avec le Proche-Orient, notamment avec Seyde. Il devient un notable de la ville de Marseille et, le 28 octobre 1718, il est élu premier échevin de Marseille.

### L’échevin et la peste
Le 25 mai 1720, le voilier Le Grand Saint-Antoine qui vient d’Orient (Syrie-Chypre) mouille à l’île de Pomègues dans la rade de Marseille. La cargaison de ce navire appartient pour une part à Estelle et ses associés. D’après le règlement, ce bateau qui avait eu à son bord durant sa traversée neuf personnes mortes, aurait dû aller directement en quarantaine à l’île Jarre située à 15 km de la ville. Or il n’en a rien été. Une controverse s’est élevée sur ce qui s’est passé et sur le rôle exact de l’échevin. Les archives de Marseille montrent qu’il a joué de son influence pour que les intendants sanitaires autorisent un débarquement des riches marchandises pour une mise en quarantaine à la Nouvelle Infirmerie, aussi appelée Lazaret, qui était située à l’époque au nord de l’agglomération plutôt que de le mettre en quarantaine sur l'Île Jarre, comme cela doit être le cas lorsqu'il y a eu des morts à bord du bateau. La peste a été transmise à partir de ces locaux à toute la ville et au-delà. Estelle était au courant, grâce à ses séjours au Proche-Orient (alors appelé le Levant), des risques encourus. Il aurait rencontré le capitaine Chataud, commandant le navire, qui aurait mouillé près de Toulon, et lui aurait conseillé de passer à Livourne en Italie. Il y obtient alors un certificat de mort de fièvre pestilentielle, considéré différent de la peste à cette époque et lui permet ainsi d'éviter de risquer d'abîmer les marchandises sur l'île de Jarre. Un document conservé aux archives nationales de France, une lettre signée par Benoît de Maillet, correspondant attitré du ministère de la Marine, y décrit cette rencontre. Les intendants, également négociants, désignés par les échevins, auraient également fermé les yeux devant le danger. Les registres montrent qu'ils étaient au courant de la peste qui circulait alors en Syrie et Palestine. Cependant, la cargaison était faite de plus de 700 balles de coton et de soie et de toiles très fines provenant de Damas, pour une valeur de 300 000 livres, soit l'équivalent de 9 millions d'euros actuels.
Quoi qu'il en soit, une fois la peste déclarée, après plusieurs jours d'épidémie, Estelle se montre très courageux et à la hauteur de sa tâche, sans doute par remords. Il veille à l'évacuation des cadavres, recherche des médecins et s'inquiète du ravitaillement. C'est finalement le chevalier Roze qui mettra fin à la maladie.
À son époque, Estelle fut diversement jugé. Le gouvernement le croit tout d'abord coupable. La Cour ne tarde pas à revenir sur sa sévérité initiale. Le maréchal de Villars écrit le 6 novembre 1721 : « S.A.R. elle-même m'a dit que le sieur Estelle auquel on avait voulu d’abord attribuer le commencement des malheurs, s'était bien justifié de cette fausse accusation et qu'il avait fort bien servi ainsi que ses confrères. ».
Le 19 janvier 1722, Lebret propose Estelle pour l’octroi de lettres de noblesse et d’une gratification de 6 000 livres. Anobli par le roi au mois de juillet, il meurt peu de temps après en janvier 1723.

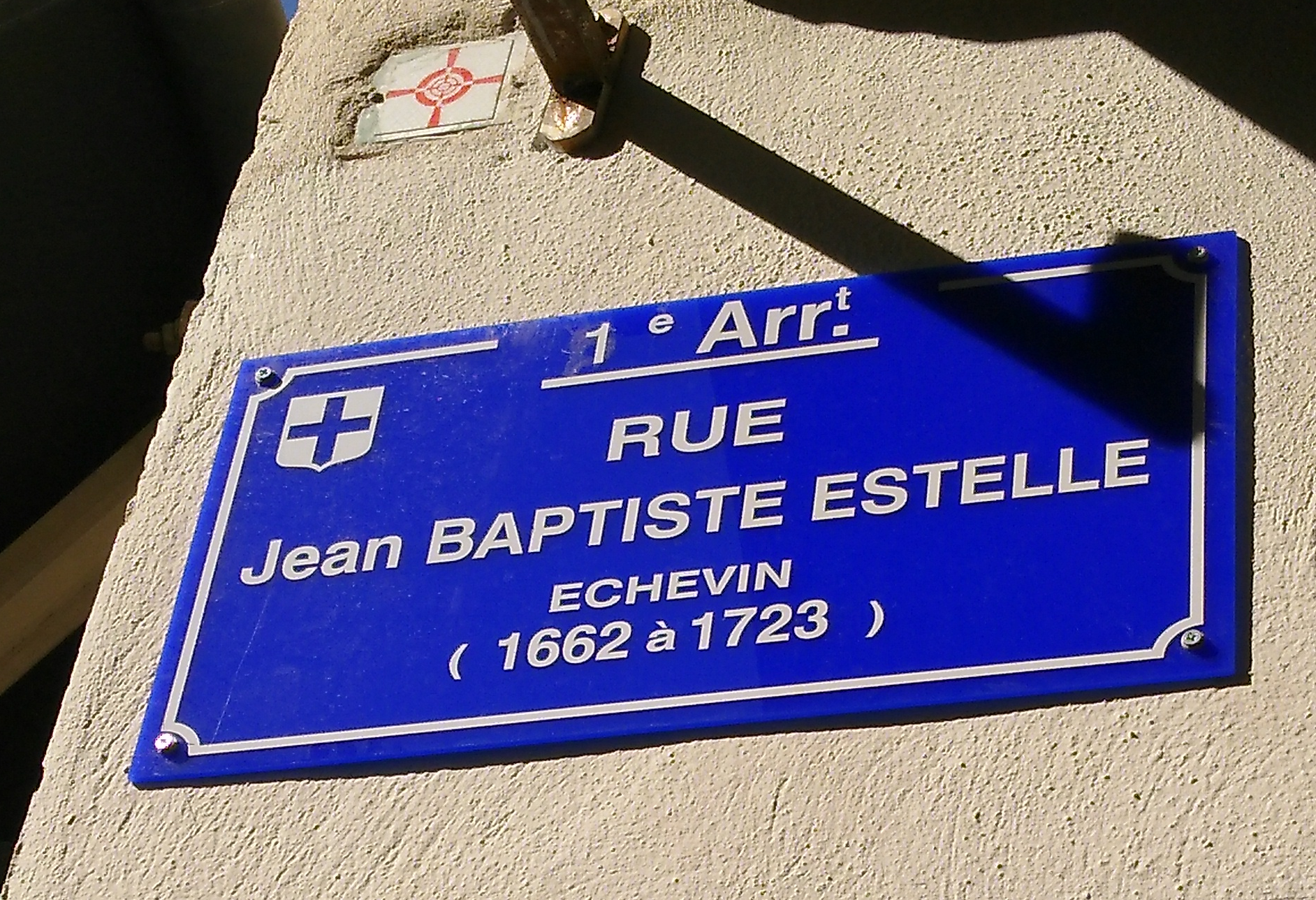
Plaque, rue Jean-Baptiste-Estelle (Marseille).

Une rue du 1er arrondissement de Marseille porte son nom.

## Armoiries
Les armes Jean-Baptiste Estelle sont : « D'azur à trois étoiles d'or posées 2 et 1, au chef cousu de gueules chargé d'un lion passant d'or ».

### Sources
- Charles Carrière, Ferréol Rebuffat, Marseille ville morte, la peste de 1720, Marseille, Éditions Jean-Michel Garçon, 1988  (ISBN 9-782950-284716).
- Paul Gaffarel et de Duranty, La peste de 1720 à Marseille & en France, librairie académique Perrin, Paris, 1911.
- Académie de Marseille, Dictionnaire des Marseillais, Marseille, Édisud, 2001,  (ISBN 2-7449-0254-3).
- Ch. Mourre, « Jean-Baptiste Estelle, consul et échevin de Marseille de la fin du XVIIe au début du XVIIIe siècle », Marseille, no 65, octobre-décembre 1966, p. 57-64.
- Adrien Blés, Dictionnaire historique des rues de Marseille, Marseille, Éd. Jeanne Laffitte, 1989  (ISBN 2-86276-195-8).
- Jacques Caillé, Le consul Jean-Baptiste Estelle et le commerce de la France au Maroc à la fin du XVIIe siècle,  Outre-Mers. Revue d'histoire Année 1959 162 pp. 7-48
- Jean Caillé, Jean-Baptiste Estelle, consul de Louis XIV au Maroc, Manière de voir 2006/4 (n°86), p. 16
- Jacques Caillé, « Un consul de Louis XIV au Maroc », Le Monde Diplomatique,‎ décembre 1958, p. 6 (lire en ligne)
- Ranwa Stéphan et Christian Huleu pour l'émission « L'Ombre d'un doute », « Marseille : La peste noire de 1720 », sur Chaîne Youtube d'Histoire & Civilisations, 29 octobre 2019 (avec sources des archives de Marseille).
- Émile Perrier, Les bibliophiles et les collectionneurs provençaux anciens et modernes : arrondissement de Marseille, Barthelet et Cie, 1897